# 대만의 행정 구역

대만의 현행 행정 구역

대만의 행정 구역은 중화민국의 실질적인 지배 상태에 있는 대만의 현행 행정 구역에 대해서 다룬다.

## 개요
대만의 행정 구역은 중화민국 헌법과 수정 조문, 지방 제도법 조항에 따라 나뉘며 현재는 제1급 행정 구역인 6개 직할시(타이베이시, 신베이시, 타오위안시, 타이중시, 타이난시, 가오슝시), 제2급 행정 구역인 3개 시(지룽시, 신주시, 자이시)와 13개 현으로 나뉜다.
과거에는 제1급 행정 구역인 성(타이완성, 푸젠성)이 있었으며 제2급 행정 구역인 시와 현은 성 다음에 해당하는 행정 구역이었다. 그러나 1996년 1월 푸젠성, 1998년 12월 타이완성의 행정 구역 기능이 상실되면서 그 기능은 중앙 정부와 제2급 행정 구역인 시, 현으로 나뉘었다.
그러나 재정상으로는 성과 동급인 2개 직할시(타이베이시와 가오슝시)가 우선이었기 때문에 현이나 시는 적절한 예산이 지급되지 않는 문제가 계속되어 왔다. 2007년에 개정된 지방 제도법에 따르면 인구 200만 명 이상인 현과 시는 직할시와 같은 수준의 재정 지원이 가능하도록 했다. 이 조건에 만족하는 현과 시는 많지만 타이베이현이 가장 먼저 준직할시 취급을 받았다. 참고로 중화민국의 지방 제도법에는 준직할시라는 행정 구역이 존재하지 않으며 타이베이현도 재정적 측면을 제외하면 다른 현과 같은 수준에 불과하다. 2009년에 개정된 지방 제도법에 따라 신베이시(옛 타이베이현)는 2010년 말을 기해 직할시로 개편되었고 타이중시와 타이중현, 타이난시와 타이난현, 가오슝시와 가오슝현은 각각 서로 합병해서 직할시로 승격되었다. 이와 함께 타오위안현은 인구가 200만 명을 돌파함에 따라 직할시인 타오위안시로 승격되었다.
참고로 대만이 지배하고 있는 둥사 군도와 스프래틀리 군도(난사 군도)의 섬들은 가오슝시에 속하며 현재 일본의 실질적인 지배 상태에 있지만 대만이 영유권을 주장하고 있는 센카쿠 열도(댜오위타이 열서)는 《중화민국의 영해와 인접 구역에 관한 법률》에 따라 이란현에 속한다.

## 현행 행정 구역

### 행정 구역 체계
| 제1급            | 제2급                       | 제3급             | 제4급  | 제5급   |
| ---------------- | --------------------------- | ----------------- | ------ | ------- |
| 6 직할시(直轄市) | 6 직할시(直轄市)            | 170 구(區)        | 리(里) | 린(鄰)  |
| 2 성(省)         | 3 시(市) (“성할시(省轄市)”) | 170 구(區)        | 리(里) | 린(鄰)  |
| 2 성(省)         | 13 현(縣)                   | 12 현할시(縣轄市) | 리(里) | 린(鄰)  |
| 2 성(省)         | 13 현(縣)                   | 40 진(鎮)         | 리(里) | 린(鄰)  |
| 2 성(省)         | 13 현(縣)                   | 146 향(鄉)        | 촌(村) | 린(鄰)  |
| 22               | 22                          | 368               | 7,835  | 147,877 |

### 성
대만은 현재까지도 명목상 중국을 대표하는 유일한 정통 국가라고 주장하기 때문에 난징 시대의 행정 구역은 현재까지도 유효하며 중국 전체를 수십개 성으로 나누고 있다. 그러나 1949년 이후부터 중화민국의 실질적인 지배 상태에 있는 영토는 타이완성 전체와 푸젠성 일부에 불과하다.
2000년 중화민국 헌법 수정 조문에 따라 과거 지방 자치체로 있던 성(省) 정부는 중앙 정부의 직속 기구로 개편되었고 명목상 행정 구역으로 남아 있다. 중화민국 지방 제도법에서는 성 아래에 현이나 시를 두도록 규정하고 있다.
- 타이완성: 12개 현과 3개 시를 관할하며 성 정부는 난터우현 난터우시 중싱 신촌에 위치한다.
- 푸젠성: 2개 현을 관할하며 성 정부는 진먼현 진청진에 위치한다.

### 직할시
직할시(直轄市)는 중화민국 행정원 직속으로 남아 있는 지방 자치체로 인구가 125만 명 이상이고 정치적, 경제적, 문화적 발전에 중요한 지역인 곳에 설치된다. 2010년 12월 25일에 개편된 새 행정 구역에 따라 기존에 있던 타이베이시와 가오슝시에 외에도 신베이시, 타이중시, 타이난시가 직할시로 승격되었다. 2014년 12월 25일에는 타오위안시가 직할시로 승격되었다. 직할시 아래에는 구(區), 구 아래에는 촌(村), 촌 아래에는 린(隣)을 두고 있다.
| 직할시              | 한자   | 영어            | 넓이 (km2) | 인구      | 구 | 청사 소재지   |
| ------------------- | ------ | --------------- | ---------- | --------- | -- | ------------- |
| 가오슝시 (고웅시)   | 高雄市 | Kaohsiung City  | 2,946.2671 | 2,778,155 | 38 | 링야구 펑산구 |
| 신베이시 (신북시)   | 新北市 | New Taipei City | 2,052.5667 | 3,963,970 | 29 | 반차오구      |
| 타오위안시 (도원시) | 桃園市 | Taoyuan City    | 1,220.9540 | 2,056,273 | 13 | 타오위안구    |
| 타이난시 (대남시)   | 臺南市 | Tainan City     | 2,191.6531 | 1,883,844 | 37 | 안핑구 신잉구 |
| 타이베이시 (대북시) | 臺北市 | Taipei City     | 271.7997   | 2,700,091 | 12 | 신이구        |
| 타이중시 (대중시)   | 臺中市 | Taichung City   | 2,214.8968 | 2,716,497 | 29 | 시툰구        |

- 주 가오슝시의 관할 구역에는 둥사 군도(東沙群島)와 스프래틀리 군도(중국명 난사 군도(南沙群島))에 속해 있는 이투아바섬(중국명 타이핑섬(太平島)), 중저우 암초(중저우섬(中洲島))가 포함된다. 참고로 대만은 스프래틀리 군도 전체에 대한 영유권을 주장하고 있다.

### 현
현(縣)은 명목상 성 다음에 해당하는 행정 구역이지만 실제로는 중화민국 행정원 직속으로 남아 있는 지방 자치체이다. 현 아래에는 현할시(縣轄市), 진(鎭), 향(鄕)을 두고 있는데 현할시와 진 아래에는 리(里), 향 아래에는 촌(村)을 두고 있으며 리와 촌 아래에는 린(隣)을 두고 있다. 진먼현과 롄장현은 푸젠성에 속하며 나머지는 타이완성에 속한다.
| 현                | 한자   | 영어              | 넓이 (km2) | 인구      | 현할시 | 진 | 향 | 청사 소재지 |
| ----------------- | ------ | ----------------- | ---------- | --------- | ------ | -- | -- | ----------- |
| 난터우현 (남투현) | 南投縣 | Nantou County     | 4,106.4360 | 514,836   | 1      | 4  | 8  | 난터우시    |
| 롄장현 (연강현)   | 連江縣 | Lienchiang County | 28.8000    | 12,528    |        |    | 4  | 난간향      |
| 먀오리현 (묘률현) | 苗栗縣 | Miaoli County     | 1,820.3149 | 567,202   | 1      | 6  | 11 | 먀오리시    |
| 신주현 (신죽현)   | 新竹縣 | Hsinchu County    | 1,427.5369 | 536,954   | 1      | 3  | 9  | 주베이시    |
| 윈린현 (운림현)   | 雲林縣 | Yunlin County     | 1,290.8326 | 706,174   | 1      | 5  | 14 | 더우류시    |
| 이란현 (의란현)   | 宜蘭縣 | Yilan County      | 2,143.6251 | 458,880   | 1      | 3  | 8  | 이란시      |
| 자이현 (가의현)   | 嘉義縣 | Chiayi County     | 1,903.6367 | 525,579   | 2      | 2  | 14 | 타이바오시  |
| 장화현 (창화현)   | 彰化縣 | Changhua County   | 1,074.3960 | 1,292,226 | 1      | 7  | 18 | 장화시      |
| 진먼현 (금문현)   | 金門縣 | Kinmen County     | 151.6560   | 126,964   |        | 3  | 3  | 진청진      |
| 타이둥현 (대동현) | 臺東縣 | Taitung County    | 3,515.2526 | 224,719   | 1      | 2  | 13 | 타이둥시    |
| 펑후현 (팽호현)   | 澎湖縣 | Penghu County     | 126.8641   | 101,636   | 1      |    | 5  | 마궁시      |
| 핑둥현 (병동현)   | 屏東縣 | Pingtung County   | 2,775.6003 | 848,804   | 1      | 3  | 29 | 핑둥시      |
| 화롄현 (화련현)   | 花蓮縣 | Hualien County    | 4,628.5714 | 333,484   | 1      | 2  | 10 | 화롄시      |

### 시
시(市)는 과거 성할시(省轄市)로 존재했던 행정 구역으로 현과 동급인 행정 구역이며 중화민국 행정원 직속으로 남아 있는 지방 자치체이다. 인구가 50만 명 이상, 125만 명 미만이고 정치적, 경제적, 문화적 발전에 중요한 지역인 곳에 설치된다. 시 아래에는 구(區), 구 아래에는 리(里), 리 아래에는 린(隣)을 두고 있다.
| 시              | 한자   | 영어         | 넓이 (km2) | 인구    | 구 | 청사 소재지 |
| --------------- | ------ | ------------ | ---------- | ------- | -- | ----------- |
| 신주시 (신죽시) | 新竹市 | Hsinchu City | 104.1526   | 431,601 | 3  | 베이구      |
| 자이시 (가의시) | 嘉義市 | Chiayi City  | 60.0256    | 270,858 | 2  | 둥구        |
| 지룽시 (기륭시) | 基隆市 | Keelung City | 132.7589   | 373,340 | 7  | 중정구      |

## 같이 보기
- 중화민국의 행정 구역
- 일본 제국 치하의 대만의 행정 구역
- 대만의 행정 구역 목록